# Los Nogales, Santo Tomás
Los Nogales är en ort i kommunen Santo Tomás i delstaten Mexiko i Mexiko. Samhället hade 106 invånare vid folkräkningen 2020.